# 안다만딱따구리
안다만딱따구리(학명: Dryocopus hodgei)는 딱따구리목 딱따구리과 까막딱따구리속에 속한 딱따구리의 일종으로, 안다만 제도의 토산종이다.